# Diabolik sono io
Diabolik sono io è un film docu-drama del 2019 diretto da Giancarlo Soldi.

## Trama
Il direttore del mensile Diabolik Mario Gomboli si rivolge agli spettatori ponendosi delle domande sulla sorte di Angelo Zarcone, il primo disegnatore del personaggio scomparso nel nulla, e immaginando una storia in cui questi abbia perso la memoria. Segue la drammatizzazione di quest'idea, inframmezzata da filmati di repertorio delle sorelle Giussani, creatrici del personaggio, e frammenti di interviste ad autori ed esperti contemporanei.
Un'ambulanza ha un incidente stradale; dal veicolo esce un uomo in camicia di forza che si mette a vagare per i dintorni, senza ricordare quanto accaduto in precedenza. Da un notiziario che vede su un televisore acceso in un negozio scopre che era ricoverato in una clinica neurologica per un'amnesia dissociativa: non riusciva a dare le proprie generalità e ripeteva ossessivamente "Diabolik". Tenta allora di saperne di più per ricostruire il proprio passato. Cerca un nascondiglio nel sotterraneo dell'Arena Civica, ma l'arrivo di visitatori lo fa fuggire; si rifugia quindi in una villa abbandonata divenuta ricetto di barboni e drogati. Su una parete vede disegnati gli occhi di Diabolik che lo guardano minacciosamente e si rende conto di averli creati lui; comincia allora a fare degli schizzi su un quaderno. Tra i frequentatori del posto c'è una ragazza fuggita di casa con un tablet, alla quale chiede di aiutarlo a cercare informazioni su di sé.
In un negozio di abbigliamento ruba dei capi di vestiario neri. Rientrando alla villa, un barbone, non riconoscendolo, lo minaccia con un coltello, ma il protagonista lo disarma e se ne appropria. Con un proiettore, la ragazza gli mostra dei filmini delle sorelle Giussani, che gli pare di conoscere, ma i ricordi non riaffiorano. Per restituire il materiale si recano in auto alla redazione di Diabolik; durante il tragitto sentono dall'autoradio che c'è una pantera in giro per la città, e mentre sostano per fumare uno spinello se la trovano davanti. Giunti alla redazione in via Boccaccio, il protagonista si aggira per le stanze in cerca di qualcosa che riattivi la sua memoria e mostra a Gomboli il libro dei suoi schizzi, che vengono apprezzati; la ragazza però teme che venga riconosciuto e internato, così lo trascina via. Si rimette allora a disegnare ossessivamente e matura la decisione di andarsene dalla villa; prima però dona alla ragazza un gioiello, realizzato con pezzi di recupero, da usare come fermacapelli per chignon. Tenta poi di rubare una Jaguar E-Type parcheggiata per strada, ma dalla serratura esce un gas soporifero. Si risveglia davanti a un funzionario di polizia al quale confessa tutto ciò che si ricorda, pronunciando infine la frase "Diabolik sono io!"
Si vede poi un uomo vestito elegantemente, a bordo della Jaguar, che passa alla donna al suo fianco l'agenda (su cui è stata impressa in rosso la scritta "DIABOLIK") mentre si allontana in direzione di Clerville.
Nelle ultime fasi del documentario, infine, viene mostrato l'unico identikit di Zarcone, realizzato da Brenno Fiumali su richiesta di Gianni Bono: il disegnatore risulta sorprendentemente simile a Diabolik.

## Riprese
Il film è stato girato a Milano. L'intervista all'autore Tito Faraci è stata ripresa all'interno del sommergibile Enrico Toti, esposto nel Museo nazionale della scienza e della tecnologia Leonardo da Vinci.

## Distribuzione
Il film è stato distribuito nei cinema dalla Nexo Digital i giorni 11, 12 e 13 marzo 2019 e ha incassato 16 816 euro nel primo giorno di programmazione e 63.600 complessivamente.
Il DVD è stato messo in vendita dal 27 giugno 2019.

## Critica
Il film ha ricevuto alla sua uscita delle reazioni contrastanti. La commistione di verità e fantasia è stata da una parte lodata come stimolante, da altre biasimata come possibile fonte di confusione per lo spettatore.